# جائزة هولندا الكبرى 1985
جائزة هولندا الكبرى 1985 هو سباق فورمولا 1 أقيم بتاريخ 25 أغسطس 1985 في حلبة بارك زانتفورت، هولندا. كان الحادي عشر من أصل 16 في بطولة العالم لسباقات الفورمولا واحد موسم 1985. حلّ النمساوي نيكي لاودا أولا بينما جاء الفرنسي ألن بروست في المركز الثاني وحصل على المركز الثالث البرازيلي آيرتون سينا.